# Communauté de communes du Perche
Die Communauté de communes du Perche ist ein französischer Gemeindeverband mit der Rechtsform einer Communauté de communes im Département Eure-et-Loir in der Region Centre-Val de Loire. Der Gemeindeverband wurde am 26. Dezember 2006 gegründet und besteht aus 20 Gemeinden (Stand: 1. Januar 2019). Der Verwaltungssitz befindet sich im Ort Nogent-le-Rotrou.

## Historische Entwicklung
Per 1. Januar 2017 traten die Gemeinden Luigny, Chapelle-Royale und Les Autels-Villevillon von der aufgelösten Communauté de communes du Perche Gouët dem hiesigen Verband bei.
Zum 1. Januar 2019 gingen die ehemaligen Gemeinden Margon und Brunelles in die Commune nouvelle Arcisses auf, die ehemaligen Gemeinden Authon-du-Perche und Soizé bildeten die Commune nouvelle Authon-du-Perche. Dadurch verringerte sich die Anzahl der Mitgliedsgemeinden auf 20.

## Mitgliedsgemeinden
| Gemeinde                         | Einwohner 1. Januar 2022 | Fläche km² | Dichte Einw./km² | Code INSEE | Postleitzahl |
| -------------------------------- | ------------------------ | ---------- | ---------------- | ---------- | ------------ |
| Arcisses                         | 2.209                    | 45,43      | 49               | 28236      | 28400        |
| Argenvilliers                    | 318                      | 18,35      | 17               | 28010      | 28480        |
| Authon-du-Perche                 | 1.482                    | 34,82      | 43               | 28018      | 28330        |
| Beaumont-les-Autels              | 430                      | 20,98      | 20               | 28031      | 28480        |
| Béthonvilliers                   | 132                      | 12,33      | 11               | 28038      | 28330        |
| Champrond-en-Perchet             | 389                      | 9,02       | 43               | 28072      | 28400        |
| Chapelle-Royale                  | 321                      | 9,89       | 32               | 28079      | 28290        |
| Charbonnières                    | 259                      | 20,91      | 12               | 28080      | 28330        |
| Coudray-au-Perche                | 364                      | 14,64      | 25               | 28111      | 28330        |
| La Gaudaine                      | 179                      | 9,19       | 19               | 28175      | 28400        |
| Les Autels-Villevillon           | 110                      | 10,08      | 11               | 28016      | 28330        |
| Les Étilleux                     | 194                      | 8,35       | 23               | 28144      | 28330        |
| Luigny                           | 423                      | 15,88      | 27               | 28219      | 28480        |
| Miermaigne                       | 171                      | 10,89      | 16               | 28252      | 28480        |
| Nogent-le-Rotrou                 | 9.305                    | 23,49      | 396              | 28280      | 28400        |
| Saint-Bomer                      | 194                      | 13,32      | 15               | 28327      | 28330        |
| Saint-Jean-Pierre-Fixte          | 269                      | 6,91       | 39               | 28342      | 28400        |
| Souancé-au-Perche                | 496                      | 18,94      | 26               | 28378      | 28400        |
| Trizay-Coutretot-Saint-Serge     | 438                      | 11,15      | 39               | 28395      | 28400        |
| Vichères                         | 288                      | 12,27      | 23               | 28407      | 28480        |
| Communauté de communes du Perche | 17.971                   | 326,84     | 55               | –          | –            |